# Anthony Francis Lucas
Anthony Francis Lucas (nacido Antun Lučić; 9 de septiembre de 1855 - 2 de septiembre de 1921) fue un explorador petrolero estadounidense nacido en Croacia. Con Pattillo Higgins, organizó la perforación de un pozo petrolero cerca de Beaumont, Texas, que se conoció como Spindletop. El enorme éxito logrado con este yacimiento, condujo a la explotación generalizada de los pozos de crudo y al comienzo de la era del petróleo.

## Primeros años
Lucas nació en una familia croata de armadores y propietarios en la ciudad de Split (por entonces Austria-Hungría; hoy en día, Croacia). 
A los 20 años, Lucas completó estudios en el Instituto Politécnico (Technische Hochschule) en Graz (Austria) y se convirtió en ingeniero mecánico. Después de ingresar a la Academia Naval de Austria, sirvió en Pula y Rijeka, y ascendió al rango de segundo teniente. 

## Traslado a los Estados Unidos
En 1879, Lucas visitó a su tío en Saginaw, Míchigan. Allí se instaló y cambió su nombre a Anthony Francis Lucas, recibiendo sus documentos de naturalización el 9 de mayo de 1885 en Norfolk, Virginia. Se casó con Caroline Weed Fitzgerald. Se mudaron con su hijo, Anthony Fitzgerald Lucas, a Washington D. C. en 1887. Encontró empleo en la industria maderera y más tarde buscó oro y sal de roca desde Colorado hasta Luisiana. 

## Carrera
En 1893, comenzó a trabajar en la exploración de sal en Luisiana para una compañía de Nueva Orleans, concretamente en Petite Anse (isla Avery). Trabajó en otras ubicaciones (Grand Cote, Anse la Butte y Belle Isle) hasta 1896, ganando una experiencia que lo llevó a su prometedora idea de la posible relación entre los depósitos de sal y el azufre (y muy probablemente incluso con el petróleo crudo) en los sedimentos terciarios de la región de la costa del golfo . La mayoría de los geólogos no estaban de acuerdo con la teoría de Lucas. Sin embargo, como resultado de las exploraciones realizadas y su experiencia, se convirtió en el principal experto en este tipo de formaciones en los Estados Unidos. 

### Lucas-Gusher

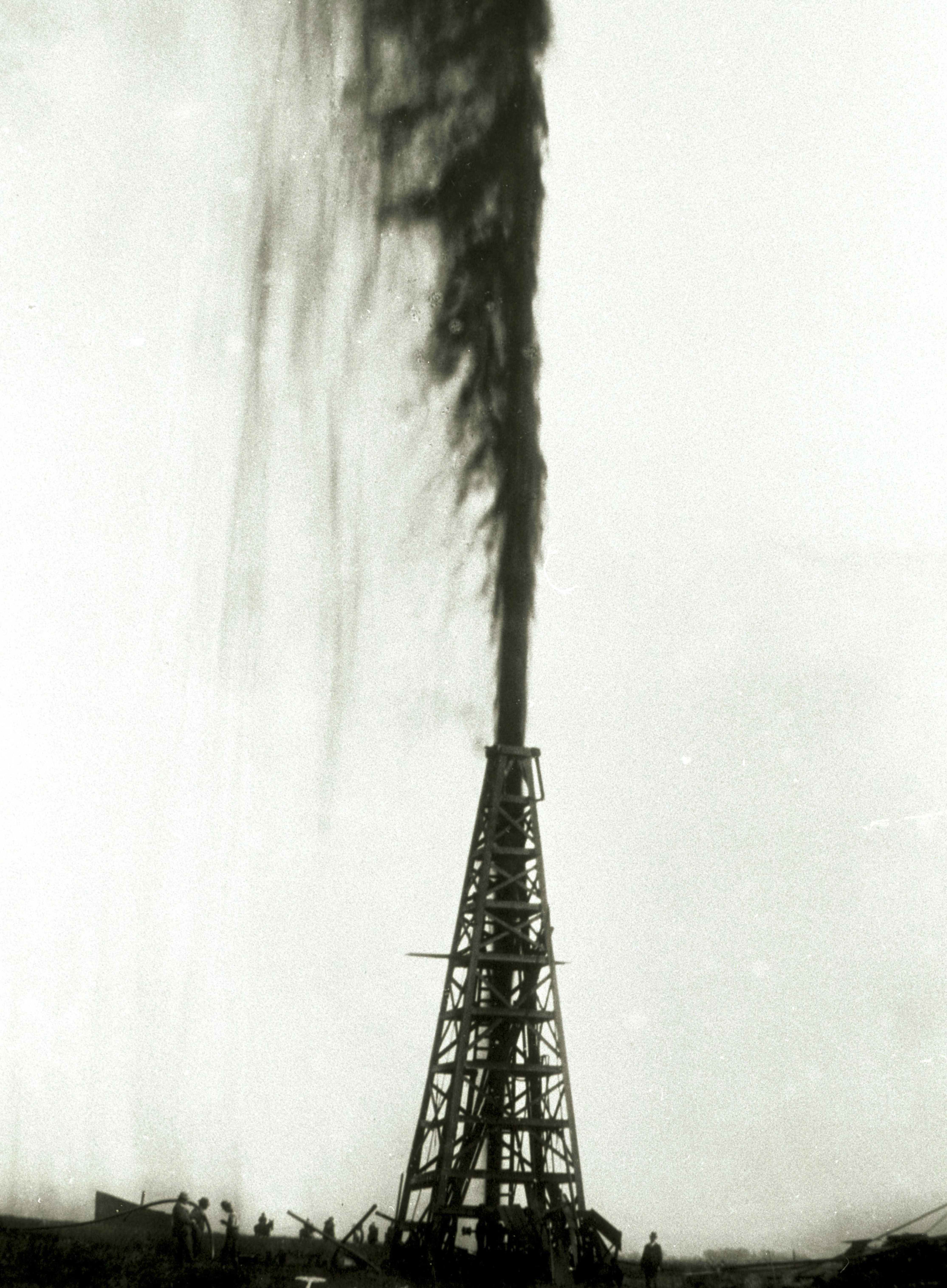
El Lucas-Gusher en Spindletop (10 de enero de 1901)

En 1899, Lucas se convirtió en contratista de perforaciones y arrendó tierras al sur de Beaumont, Texas, cuyos derechos pertenecían al explorador petrolífero autodidacta Pattillo Higgins. Higgins pensaba que la colina de Spindletop Hill estaba cubriendo un vasto depósito de crudo. La perforación comenzó a fines de 1900, pero fue extremadamente difícil. A una profundidad de 60 metros, se encontró una capa de arena. El nuevo taladro hidráulico rotativo se vino abajo al alcanzar una profundidad de aproximadamente 275 m. Incapaz de lidiar con las dificultades técnicas y con poco dinero, Lucas pidió ayuda a John D. Rockefeller, de la Standard Oil. Rockefeller falleció por entonces, pero no sin antes convencer a John H. Galey y a James M. Guffey, asociados de la familia Mellon de Pittsburgh, Pensilvania, para que se unieran al proyecto. 
Después de alcanzar una profundidad de 370 m, a las 10:30 a. m. del 10 de enero de 1901, entró en erupción un gran chorro de gas natural, seguido de una corriente de petróleo crudo que alcanzó los 60 m de altura. La erupción duró nueve días, y finalmente fue retenida gracias a uno de los dispositivos inventados por Lucas. 
El pozo "Lucas-Gusher", también llamado "Lucas Spindletop Gusher", produjo alrededor de 100.000 barriles al día de petróleo. El acontecimiento fue presenciado por unos 50.000 espectadores. La población de Beaumont aumentó de 8000 a 60.000 personas en un año. Hacia 1902, 285 pozos estaban operando en Spindletop Hill y se habían constituido más de 600 compañías petroleras. Lucas poseía una pequeña participación en una compañía que comtribuyó a fundar. Por esta y por otras razones, dejó la empresa que perforó el primer pozo a finales de 1901.

## Legado
El Lucas Gusher ayudó a revolucionar el uso mundial de los combustibles y transformó la economía del sureste de Texas. Ayudó a impulsar el desarrollo del automóvil con motor de explosión, ya que se necesitaban cantidades significativas de energía disponibles en la gasolina obtenida del petróleo. La ciudad de Houston se convirtió en el centro nacional de la industria petrolera, con Estados Unidos superando a Rusia como el principal productor mundial. 
Anthony Francis Lucas es considerado el fundador de la ingeniería moderna de yacimientos de petróleo. Posteriormente ejerció como ingeniero consultor en Rumania, Rusia, México y Argelia, así como también en los Estados Unidos. Como exitoso hombre de negocios y experto en minería, se le nombró presidente vitalicio del Comité Americano del Petróleo y el Gas. 

## Invenciones y aplicaciones
Una serie de inventos y de conocimientos científicos o técnicos desarrollados por Lucas se utilizaron en la prospección y extracción del petróleo, y la mayoría aún se emplean, como por ejemplo: 
- Método elevado en la minería de la sal
- Exploración en superficie de depósitos minerales subterráneos
- Aplicación de una plataforma de perforación hidráulica rotativa impulsada por vapor y de lodo en la perforación de pozos petroleros
- Construcción y aplicación de la válvula de contrapresión
- Construcción de sistemas para evitar reventones
- Diseño de registros de pozos
- Invención del denominado árbol de Navidad, un sistema de válvulas para controlar el flujo de un pozo

## Legado
Lucas murió el 2 de septiembre de 1921 en Washington D. C.. A menudo se le ha descrito erróneamente como austriaco, a veces incluso como un italiano nacido en Trieste. En su tumba en el cementerio de Rock Creek en Washington D. C., se le describe como de origen ilírico, que era el término habitual para croata en aquella época. 
En 1936, el Instituto Americano de Investigaciones Geológicas y Metalúrgicas fundó el premio Anthony F. Lucas Gold Medal para el desarrollo en el área de exploración del petróleo. Se construyó un museo con un obelisco de granito para honrarle, sobre el que está inscrito: "En este lugar, en el décimo día del siglo XX, comenzó una nueva era en la civilización". Una calle y una escuela primaria en Beaumont (Texas), llevan su nombre. 